# Rocha Chimera
Rocha M. Chimera (* im 20. Jahrhundert) ist ein kenianischer Schriftsteller. Er erhielt im Jahr 2000 den Noma-Award für Ufundishaji wa Fasihi: Nadharia na Mbinu. Chimera hat einen Bachelor und einen Master der Kenyatta University und einen Doktortitel der Ohio University. Er ist Professor für Suaheli und ehemaliger Inhaber des Lehrstuhls für Sprachen und Linguistik an der Egerton University. Derzeit ist er Dekan der Fakultät für Geistes- und Sozialwissenschaften am Pwani University College, Kilifi Kenia.

## Publikationen (Auswahl)
- Kiswahili: Past, Present and Future Horizons, Nairobi: Nairobi University Press, 1998. ISBN 9966-846-35-2
- Ufundishaji wa Fasihi: Nadharia na Mbinu, mit Kimani Njogu und Kiswahili Tertiary Publishing Project (Kenya), Nairobi: Jomo Kenyatta Foundation, 1999. ISBN 9966-22-157-3
- Mnara wawaka moto!: uhalifu, Nairobi: Nairobi University Press, 1998. ISBN 9966-846-39-5
- Siri sirini, Nairobi, Kenya: Sasa Sema Publications chapa ya Longhorn Publishers, 2013. OCLC 859453636
- Nyongo mkalia ini, Nairobi: Oxford University Press, 1995. OCLC 43376091